# Kazachse hockeyploeg (mannen)
De  Kazachse hockeyploeg  voor mannen is de nationale ploeg die Kazachstan sinds de onafhankelijkheid in 1991 vertegenwoordigt tijdens interlands in het hockey.
Het team kon zich eenmaal kwalificeren voor een internationaal kampioenschap: op het  Aziatisch kampioenschap hockey van 1994 in Hiroshima eindigden ze op de vijfde plaats.

## Erelijst Kazachse hockeyploeg
| Jaar | Champions Trophy | Aziatisch kampioenschap | Olympische Spelen | Wereldkampioenschap | Hockey World League Hockey Pro League |
| ---- | ---------------- | ----------------------- | ----------------- | ------------------- | ------------------------------------- |
| 1993 | geen deelname    | 5e AK 1993 Hiroshima    |                   |                     |                                       |
| 1994 | geen deelname    |                         |                   | geen deelname       |                                       |
| 1995 | geen deelname    |                         |                   |                     |                                       |
| 1996 | geen deelname    |                         | geen deelname     |                     |                                       |
| 1997 | geen deelname    |                         |                   |                     |                                       |
| 1998 | geen deelname    |                         |                   | geen deelname       |                                       |
| 1999 | geen deelname    | geen deelname           |                   |                     |                                       |
| 2000 | geen deelname    |                         | geen deelname     |                     |                                       |
| 2001 | geen deelname    |                         |                   |                     |                                       |
| 2002 | geen deelname    |                         |                   | geen deelname       |                                       |
| 2003 | geen deelname    | geen deelname           |                   |                     |                                       |
| 2004 | geen deelname    |                         | geen deelname     |                     |                                       |
| 2005 | geen deelname    |                         |                   |                     |                                       |
| 2006 | geen deelname    |                         |                   | geen deelname       |                                       |
| 2007 | geen deelname    | geen deelname           |                   |                     |                                       |
| 2008 | geen deelname    |                         | geen deelname     |                     |                                       |
| 2009 | geen deelname    | geen deelname           |                   |                     |                                       |
| 2010 | geen deelname    |                         |                   | geen deelname       |                                       |
| 2011 | geen deelname    |                         |                   |                     |                                       |
| 2012 | geen deelname    |                         | geen deelname     |                     |                                       |
| 2013 |                  | geen deelname           |                   |                     | geen deelname                         |
| 2014 | geen deelname    |                         |                   | geen deelname       |                                       |
| 2015 |                  |                         |                   |                     | geen deelname                         |
| 2016 | geen deelname    |                         | geen deelname     |                     |                                       |
| 2017 |                  | geen deelname           |                   |                     | eerste ronde HWL 2016-17              |
| 2018 | geen deelname    |                         |                   | geen deelname       |                                       |
| 2019 |                  |                         |                   |                     | geen deelname                         |
| 2021 |                  |                         | geen deelname     |                     | geen deelname                         |
| 2022 |                  | geen deelname           |                   |                     | geen deelname                         |
| 2023 |                  |                         |                   | geen deelname       | geen deelname                         |
| 2024 |                  |                         | geen deelname     |                     | geen deelname                         |